# Rezesfényű jakamár
A rezesfényű jakamár (Galbula pastazae) a madarak (Aves) osztályának harkályalakúak (Piciformes) rendjébe, ezen belül a jakamárfélék (Galbulidae) családjába tartozó faj.

## Előfordulása
Dél-Amerika északnyugati részén, Kolumbia, Ecuador és Peru területén honos.